# Малоархангельское
Малоархангельское — село в Пестравском районе Самарской области. Входит в состав сельского поселения Падовка. 

## География
Находится на расстоянии примерно 31 километр по прямой на запад-юго-запад от районного центра села Пестравка.

## История
Основано после 1805-1807 годов.

## Население
Постоянное население составляло 418 человек (русские 94%) в 2002 году, 400 в 2010 году.